# SpaceX CRS-7
SpaceX CRS-7 (SpX-7) – zakończona niepowodzeniem misja statku transportowego Dragon, wykonana przez prywatną firmę SpaceX na zlecenie amerykańskiej agencji kosmicznej NASA w ramach programu Commercial Resupply Services w celu zaopatrzenia Międzynarodowej Stacji Kosmicznej.

## Przebieg misji

Nagranie eksplozji rakiety Falcon 9

Start misji nastąpił 28 czerwca 2015 roku o 14:21:11 czasu UTC. Rakieta nośna Falcon 9 v1.1 wystartowała ze statkiem Dragon z platformy startowej SLC-40 z kosmodromu Cape Canaveral Air Force Station. W 139 sekundzie lotu doszło do gwałtownego rozszczelnienia zbiornika ciekłego tlenu w drugim stopniu rakiety. Skutkiem tego była eksplozja, która zniszczyła całą rakietę. Statek Dragon odłączył się od rozpadającej się rakiety i zaczął opadać do Atlantyku. Przeciążenie, które zadziałało na statek transportowy w momencie jego uderzenia o wodę, doprowadziło do jego zniszczenia i utraty całego ładunku.
Planowo statek Dragon miał pozostać na orbicie przez ok. pięć tygodni, po czym kapsuła ciśnieniowa miała powrócić na Ziemię z ładunkiem ważącym ok. 620 kg, w tym głównie 303 kg materiałów z zakończonych eksperymentów naukowych.

## Ładunek

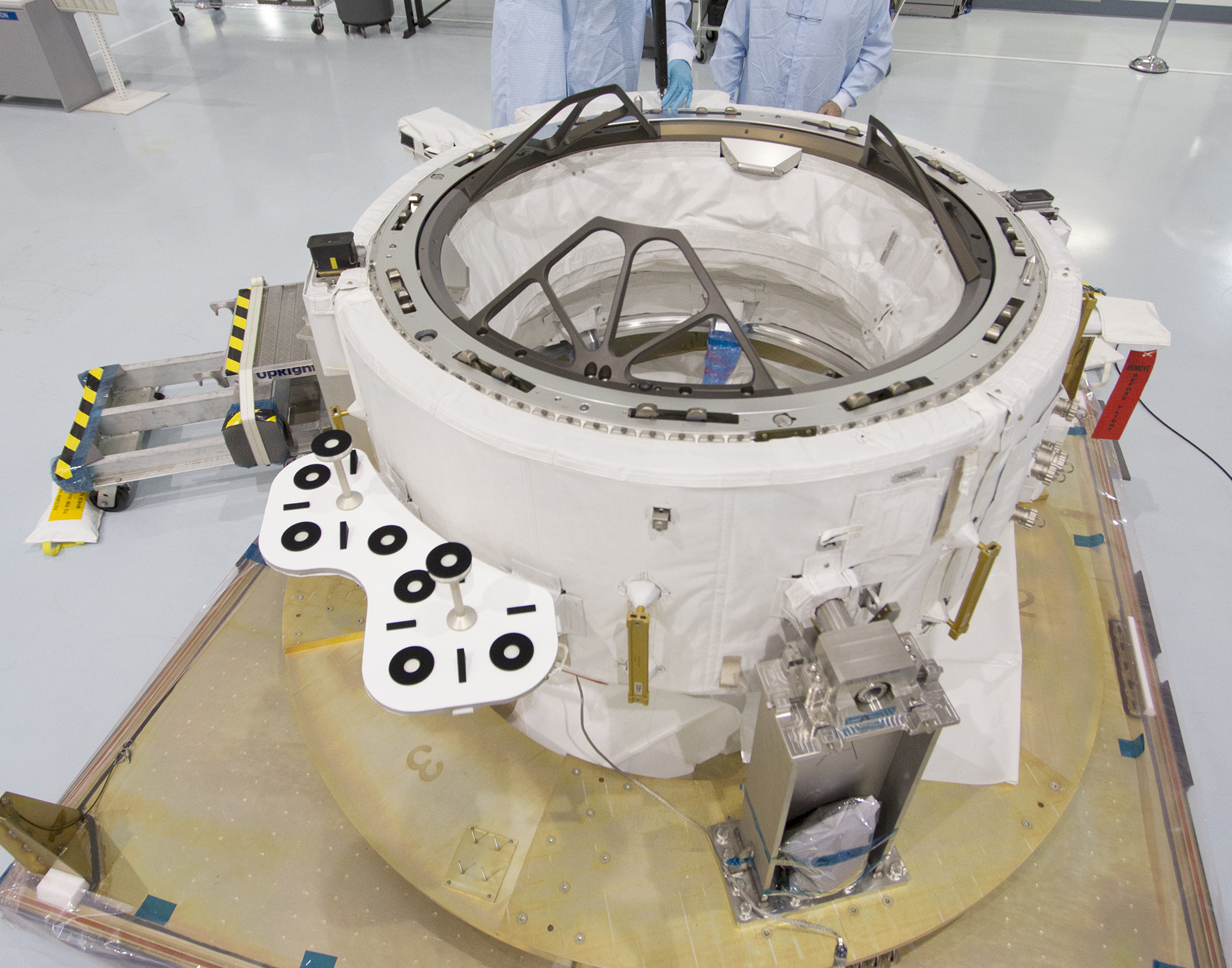
IDA-1 przygotowywany do startu

Głównym ładunkiem Dragona był znajdujący się w jego ładowni i ważący 526 kg Międzynarodowy Adapter Dokujący nr 1 (IDA-1). Był to metalowy pierścień o średnicy ok. 240 cm skonstruowany przez firmę Boeing na zlecenie NASA. Jego zamontowanie na Hermetycznym Adapterze Cumowniczym PMA-2 miało pozwolić wykorzystać ten port cumowniczy do transportu na stację zaopatrzenia i astronautów, w szczególności w czasie misji załogowych realizowanych w ramach programu Commercial Crew Program. Utrata IDA-1 zmusiła NASA do zastąpienia go IDA-2 (w czasie misji SpaceX CRS-9), który pierwotnie miał znaleźć się na PMA-3. Z kolei na PMA-3 ma w przyszłości trafić IDA-3, który zostanie skonstruowany z części zapasowych (dostarczenie na ISS w czasie misji SpaceX CRS-14).
W module ciśnieniowym Dragona znajdowało się 1867 kg zaopatrzenia dla ISS, w tym:
- 529 kg materiałów do eksperymentów naukowych z NASA, JAXA i ESA,
- 676 kg środków dla załogi (m.in. pożywienie, środki higieniczne),
- 35 kg urządzeń elektronicznych (m.in. urządzenia do przechowywania danych, sprzęt fotograficzny i audiowizualny),
- 461 kg środków potrzebnych do sprawnego funkcjonowania stacji (m.in. części do systemów zasilających, podtrzymywania życia i zarządzania środowiskiem wewnątrz stacji),
- 166 kg wyposażenia potrzebnego do spacerów kosmicznych.

## Galeria

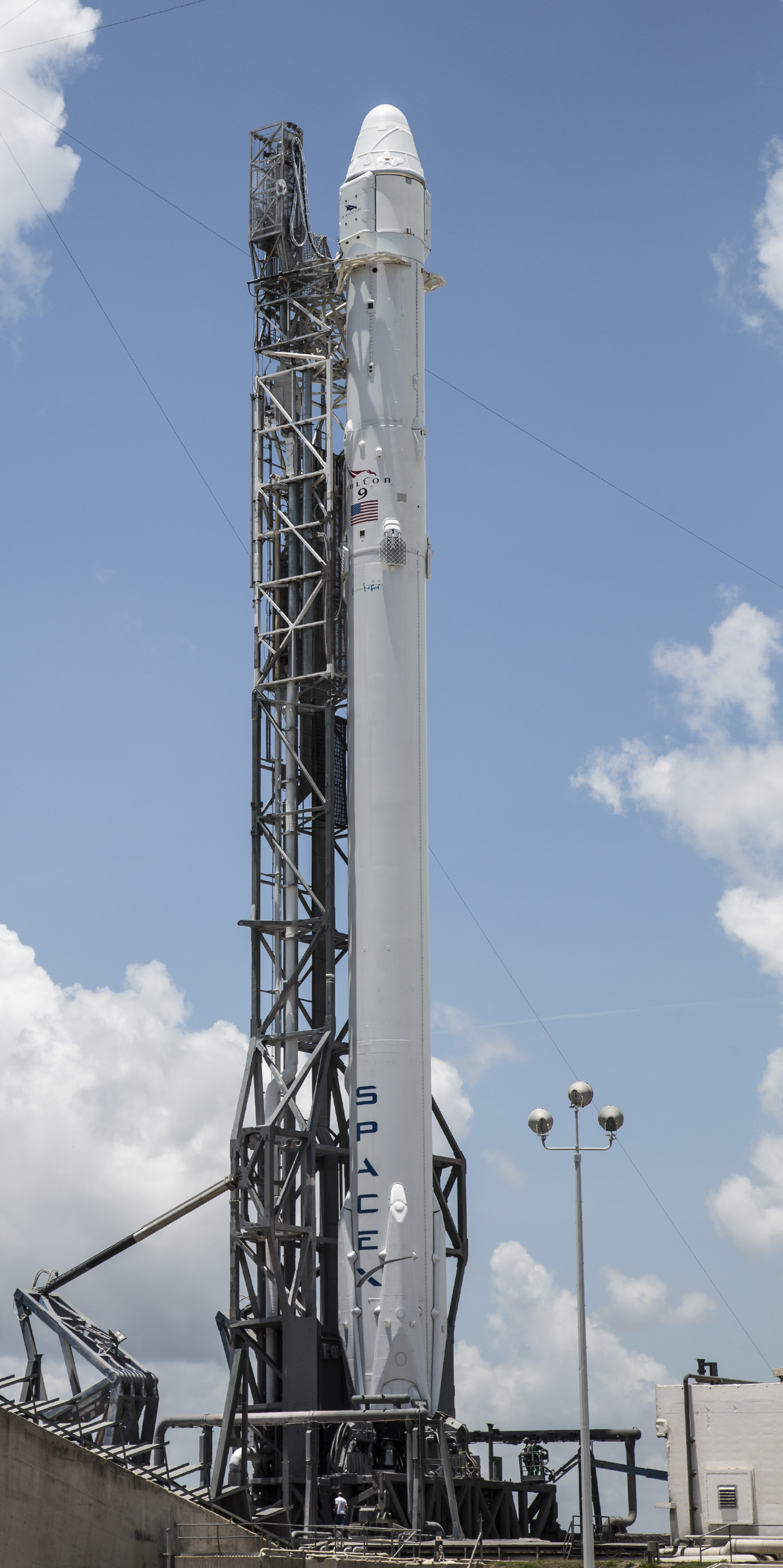
Rakieta Falcon 9 ze statkiem Dragon na platformie startowej
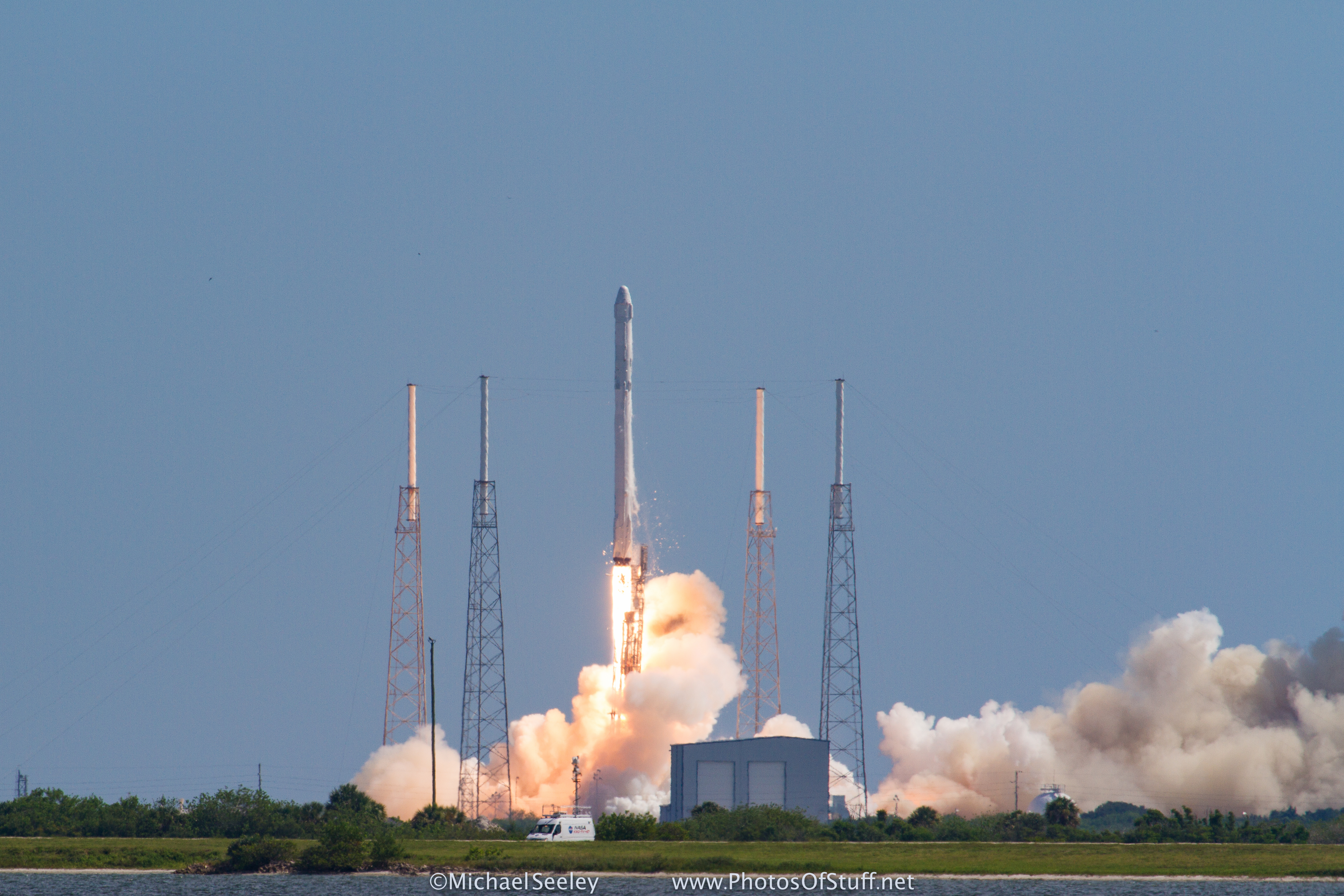
Start misji SpaceX CRS-9
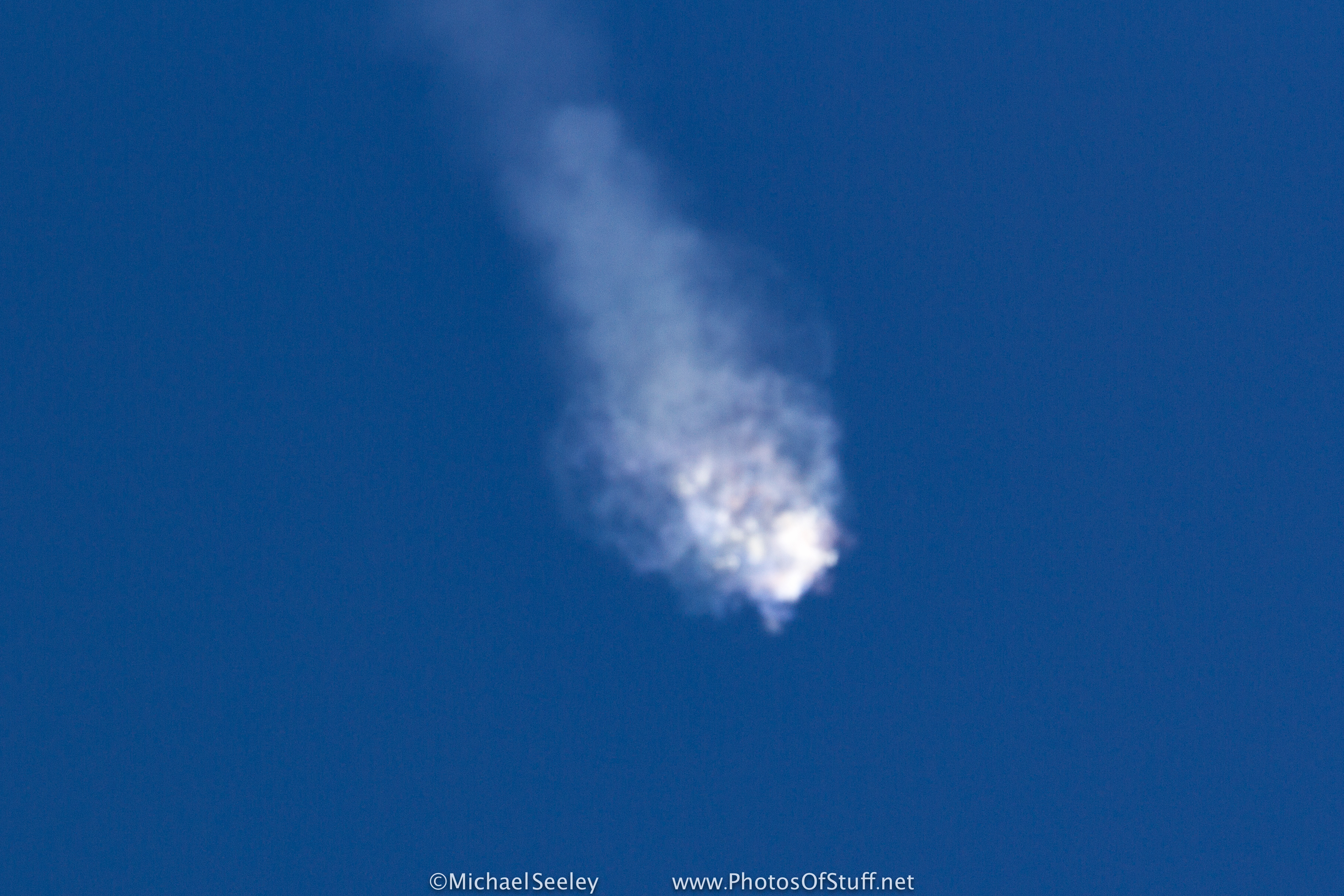
Eksplozja rakiety Falcon 9